# Harpalejeunea ovata
Harpalejeunea ovata là một loài Rêu trong họ Lejeuneaceae. Loài này được (Hook.) Schiffner mô tả khoa học đầu tiên năm 1890.